# Wejherowo (comune rurale)
Wejherowo (Neustadt in Westpreußen in tedesco) è un comune rurale polacco del distretto di Wejherowo, nel voivodato della Pomerania.
Ricopre una superficie di 194,08 km² e nel 2004 contava 19 009 abitanti.
Il capoluogo è Wejherowo, che non fa parte del territorio ma costituisce un comune a sé.

## Geografia antropica

### Frazioni
Wejherowo comprende le seguenti frazioni: Biała, Białasowizna, Bieszkowice, Bolszewo, Borowo, Burch, Cierżnia, Gacyny, Głodówko, Gniewowo, Góra, Gościcino, Gwizdówka, Kąpino, Kniewo, Kotłówka, Krystkowo, Łężyce, Małe Gowino, Marianowo, Miga, Młynki, Nowiny, Nowy Dwór Wejherowski, Orle, Paradyż, Pętkowice, Piecewo, Pińskie, Pnie, Polnica, Prajsów, Prymków, Pryśniewo, Reszki, Rogulewo, Sopieszyno, Sopieszyno-Wybudowanie, Ustarbowo, Warszkowo, Warszkowski Młyn, Wielkie Gowino, Wosów, Wygoda, Wyspowo, Zamostne, Zbychowo, Zielony Dwór e Zybertowo.